# Naín

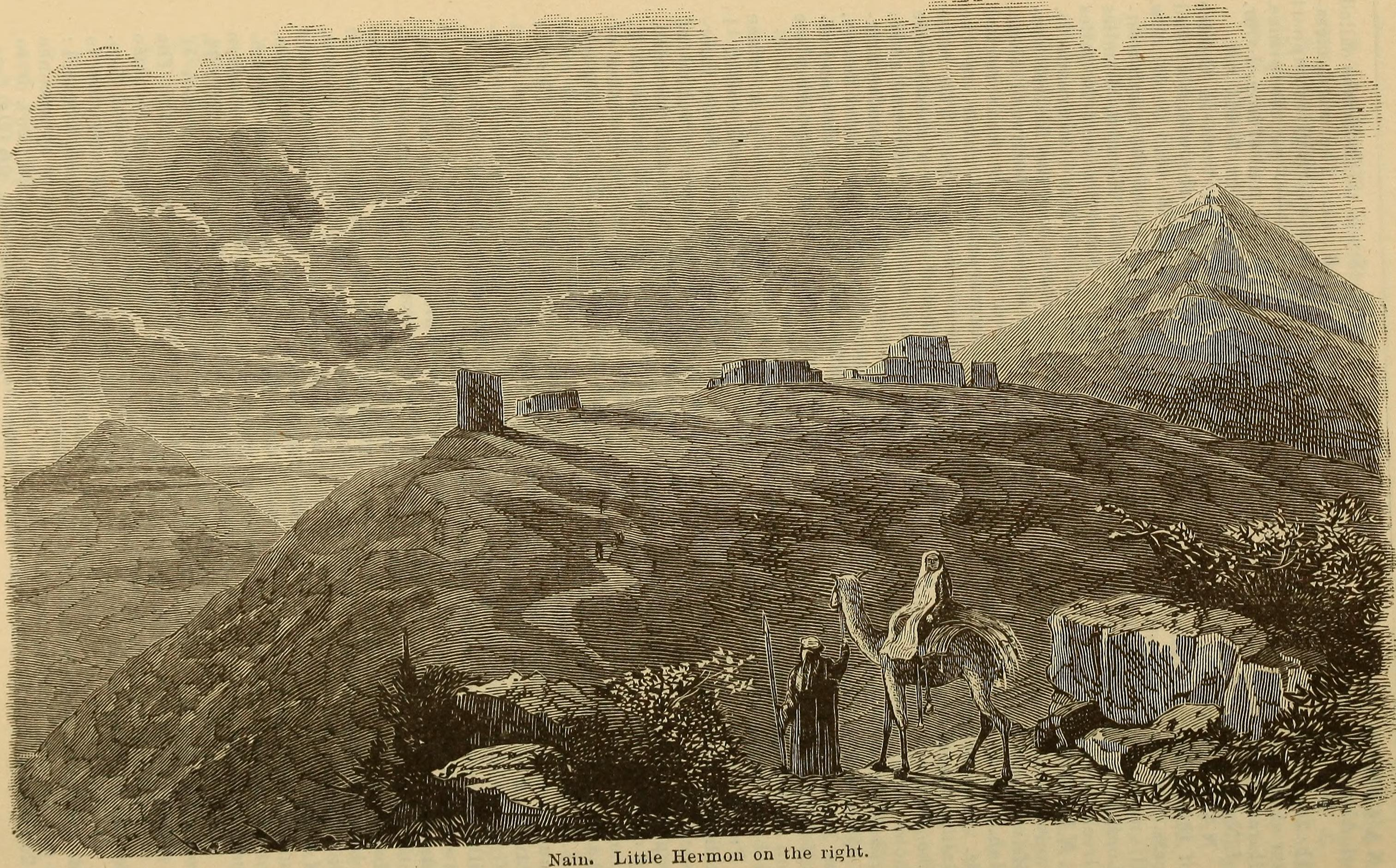
Nain, en A dictionary of the Bible (1887).

Naín o Naim (hebreo: Naín, «deleitoso [belleza]» o «pasto [prado]»; tal vez una transliteración del hebreo antiguo nîn, «descendiente»).
Pueblo o aldea de Galilea donde Jesús resucitó al hijo de una viuda (Lc. 7:11).  El lugar es ahora la aldea llamada Nein, y está a unos 8 km al norte de Jezreel, sobre una meseta, al pie del collado de Moré, ahora llamado Pequeño Hermón 
Era un poblado situado en el sur de Galilea, cerca de Nazaret y a cuarenta kilómetros de Cafarnaún. Es normalmente identificada con la aldea de Nein que aparece como un distrito de Nazaret. Sin embargo, aun existe mucho más amplias que la envergadura de la localidad indican que se trató de un asentamiento mucho más extenso.